# Aleksejevka (distriktshuvudort)
Aleksejevka (kazakiska: Aqköl, ryska: Алексеевка, Akkol’) är en distriktshuvudort i Kazakstan.   Den ligger i distriktet Aqköl Aūdany och oblystet Aqmola, i den centrala delen av landet, 100 km norr om huvudstaden Astana. Aleksejevka ligger 381 meter över havet och antalet invånare är 2 605.
Terrängen runt Aleksejevka är platt. Runt Aleksejevka är det mycket glesbefolkat, med 5 invånare per kvadratkilometer. Det finns inga andra samhällen i närheten. Trakten runt Aleksejevka består i huvudsak av gräsmarker.